# Селезнёв, Павел Семёнович
Па́вел Семёнович Селезнёв (1864—1925) — адъюнкт-профессор Санкт-Петербургского технологического института, инженер-технолог, гласный Санкт-Петербургской думы, действительный статский советник с 1912 года. Член Санкт-Петербургского математического общества.

## Биография
Родился в Царстве Польском. Происходил из штаб-офицерских детей. В 1887 году окончил физико-математический факультет Санкт-Петербургского университета. Затем поступил в Санкт-Петербургский практический технологический институт, который окончил в 1891 году. Получив хорошую практическую подготовку во время командировки за границу ещё в бытность свою учителем, Павел Семёнович Селезнёв посвятил себя изучению железнодорожного дела. В 1891 году был приглашён адъюнкт-профессором в Санкт-Петербургский технологический институт, где кроме чтения лекций о «Подвижном составе железных дорог», руководил проектированием паровозов, машин и подъёмных кранов. С 1891 по 1904 год служил техником на Александровском механическом заводе. Как гласный Санкт-Петербургской думы, был председателем комиссии по выработке предложений относительно относительно устройства заводов и фабрик в столице; в этой же должности принимал участие в работе разных городских комиссиях и в комиссиях при Министерстве путей сообщения. Был членом Императорского технического общества, Санкт-Петербургского и Казанского математических обществ, общества технологов, философского общества при Санкт-Петербургском университете, членом редакции журнала «Вестник технологов и железнодорожного дела».

## Труды
- Об основах геометрии / П. С. Селезнев. — Санкт-Петербург : тип. Акад. наук, [1900]. — 18 с. : черт.;
- Паровозы : [Лекции проф.] П. С. Селезнев[а]. Ч. 1-3 / [Спб.] технол. ин-т. — Санкт-Петербург : лит. Трофимова, 1905. — 3 т.;
- Паровозы / П. С. Селезнев, проф. Петрогр. технол. ин-та… — Петроград : О-во взаимопомощи студентов Петрогр. технол. ин-та, 1916. — [2], 6, 330 с., 15 л. черт.;
- Паровозостроительный завод Бальдвина : [Описание завода] / Инж.-технол. П. С. Селезнев, адъюнкт-проф. С.-Петерб. технол. ин-та… — Санкт-Петербург : тип. М-ва пут. сообщ. (т-ва И. Н. Кушнерев и К°), 1905. — [2], 129 с. : ил.;
- Современные паровозы, их теория и устройство / П. С. Селезнев, инж.-технол., проф. С.-Петерб. технол. ин-та. Вып. 1-. — Санкт-Петербург : К. Л. Риккер, 1913. — 26.
- Паровозы : [Лекции проф.] П. С. Селезнев[а]. Ч. 1-3 / [Спб.] технол. ин-т. — Санкт-Петербург : лит. Трофимова, 1905. — 3 т.; 30. Сопротивление поезда. — 138 с.
- Паровозы : [Лекции проф.] П. С. Селезнев[а]. Ч. 1-3 / [Спб.] технол. ин-т. — Санкт-Петербург : лит. Трофимова, 1905. — 3 т.; 30. Паровой котел. — 124 с.
- Паровозы : [Лекции проф.] П. С. Селезнев[а]. Ч. 1-3 / [Спб.] технол. ин-т. — Санкт-Петербург : лит. Трофимова, 1905. — 3 т.; 30. Паровые машины. — 81 с.
- Современные паровозы, их теория и устройство / П. С. Селезнев, инж.-технол., проф. С.-Петерб. технол. ин-та. Вып. 1-. — Санкт-Петербург : К. Л. Риккер, 1913. — 26. Золотники и кулисы в паровозах. — 1913. — VI, 113 с.,
- Начала геометрии / П. С. Селезнев, адъюнкт-проф. С.-Петерб. технол. ин-та. — Санкт-Петербург : тип. Имп. Акад. наук, 1906. — [2], 46 с., 1 л. черт. ;
- Квантовая теория электричества / П. С. Селезнев, проф. Петрогр. технол. ин-та. — Берлин : Тип. о-ва «Прессе», 1923. — 32 с. ;
- Служба уравновешенных золотников на паровозах русских железных дорог : Докл. П. С. Селезнева / XXV Совещат. съезд тяги. — Санкт-Петербург : тип. П. П. Сойкина, 1908. — 38 с., 8 л. черт. : ил. ;